# George Arnold Escher

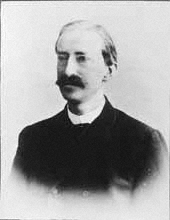
George Arnold Escher

George Arnold Escher (10 de maio de 1843 — 14 de junho de 1939) foi um engenheiro civil neerlandês.
Como filho teve o famoso M.C. Escher. Teve duas esposas.